# Cerodontha aristosa
Cerodontha aristosa este o specie de muște din genul Cerodontha, familia Agromyzidae, descrisă de Spencer în anul 1986.
Este endemică în North Carolina. Conform Catalogue of Life specia Cerodontha aristosa nu are subspecii cunoscute.